# Gerard Bergers
Gerard Bergers (Antwerpen, 24 juni 1929 - Edegem, 16 december 2007) was een Belgisch politicus voor de Volksunie.

## Levensloop
Gerard Bergers volgde Snit en Kleermaken in het technisch beroepsonderwijs, basketbal aan de Vlaamse Trainerschool en twee jaar bestuurswetenschappen aan de Provinciale Avondschool. Vanaf 1958 was hij zelfstandig handelaar-kleersnijder.
Eind jaren 1950 werd Bergers actief bij de Antwerpse afdeling van de Volksunie. Aanvankelijk was hij secretaris voor de vierde wijk, waarna hij voorzitter werd van het afdelingsbestuur. In 1968 trad hij toe tot het VU-afdelingsbestuur van het arrondissement Antwerpen. Bij de gemeenteraadsverkiezingen van 1964 was Gerard Bergers propagandaleider van de Antwerpse Volksunie en bij deze verkiezingen werd hij eveneens verkozen tot gemeenteraadslid van de stad. 
Van 1973 tot 1974 zetelde hij na het ontslag van Robert Roosens als rechtstreeks gekozen senator voor het arrondissement Antwerpen in de Belgische Senaat. Van 1976 tot 1977 zetelde hij opnieuw in de Senaat, ditmaal als gecoöpteerd senator ter opvolging van de overleden Edgard Bouwens. In de periodes december 1973-maart 1974 en februari 1976-april 1977 had hij als gevolg van het toen bestaande dubbelmandaat ook zitting in de Cultuurraad voor de Nederlandse Cultuurgemeenschap, die op 7 december 1971 werd geïnstalleerd en de verre voorloper is van het Vlaams Parlement.
Van 1977 tot 1978 was Bergers kabinetsmedewerker bij Volksunie-minister Hector De Bruyne. In 1978 werd hij ambtenaar bij de Belgische Dienst voor Buitenlandse Handel, waar hij bleef tot aan zijn pensionering in 1992. Hij was ook tweemaal kabinetsmedewerker van Hugo Schiltz: van 1981 tot 1985 toen die Vlaams gemeenschapsminister van Financiën en Begroting was en van 1988 tot 1991 toen die federaal vicepremier was.
Toen het socialistisch gemeenteraadslid Staf Neel overstapte naar het Vlaams Blok, trad de VU toe tot het Antwerpse stadsbestuur en werd Bergers schepen van Antwerpen. Bij de gemeenteraadsverkiezingen van 1994 was hij het niet eens met het kartel van de VU met de CVP en diende hij onder de naam ProVU een scheurlijst in. Deze lijst haalde slechts een duizendtal stemmen en Bergers werd niet herkozen tot gemeenteraadslid. Hij verliet daarop de actieve politiek. Nadat de Volksunie in 2001 uiteenviel, koos hij de zijde van de N-VA.